# Sándor Sára
Sándor Sára (Tura, 28 de novembre de 1933 — Budapest, 22 de setembre de 2019) va ser un director de fotografia i director de cinema hongarès.

## Biografia
Va començar estudiant geodèsia, però el 1953 ho va deixar per treballar d'operador amb el director de fotografia György Illés a la Színház-és Filmművészeti Főiskola (Escola Superior d'Art Dramàtic i Cinematogràfic) de Budapest. Vas treballar la fotografia d'algunes pel·lícules realitzades en el marc de l'estudi Béla Balázs.
Ben aviat signa, com a director de fotografia, algunes de les pel·lícules importants del cinema hongarès dels anys 1960-1970 com Sodrásban (1964) d'István Gaál, Gyerekbetegségek (1965) de Ferenc Kardos i János Rózsa, Apa (1966) d'István Szabó, Tízezer nap (1967) de Ferenc Kósa o Sindbad (1971) de Zoltán Huszárik.
Com a director, li devem 17 títols, inclòs el curtmetratge Cigányok, en col·laboració amb István Gaál (1965), el fresc històric sobre la revolució de 1848 Nyolcvan huszár (1978) i diversos documentals. La seva primera pel·lícula Feldobott kő és una crònica camperola de caràcter autobiogràfic i fou seleccionada per competir en el 21è Festival Internacional de Cinema de Canes, però el festival fou cancel·lat degut als esdeveniments del maig de 1968 a França.
Va rebre el premi Kossuth el 1978.

## Filmografia
Com a director
- 1969: Feldobott kö ('Pedra llançada cap amunt')
- 1975: Holnap lesz fácán ('Demà tindrem faisà')
- 1978: Nyolcvan huszár ('80 hússars')
- 1988: Tüske a koröm alatt ('Espiga sota l'ungla')
- 1992: Könyörtelen idök ('Temps cruel')
- 1993: Vigyázók ('Precaució')
- 1996: A vád

Com a director de fotografia
- 1964: Sodrásban d'István Gaál
- 1965: Gyerekbetegségek de Ferenc Kardos i Janos Rózsa
- 1966: Apa d'István Szabó
- 1967: Tízezer nap de Ferenc Kósa
- 1971: Sindbad de Zoltán Huszárik
- 1973: Nincs idö de Ferenc Kósa
- 1973: Tüzoltó utca 25 d'István Szabó
- 1974: Hószakadás de F. Kósa
- 1977: Budapesti mesék d'István Szabó
- 1981: A mérközés de Ferenc Kósa